# Frederick Combs
George Frederick Combs, Jr. (11 de outubro de 1935 – 19 de setembro de 1992) foi um ator, dramaturgo e diretor americano de cinema, teatro e televisão.
Combs é mais conhecido por originar o papel de Donald na peça The Boys in the Band e, mais tarde, no filme de 1970 de mesmo nome.
Ele atuou extensivamente no teatro, incluindo a produção de 1963 de Franco Zeffirelli de A Dama das Camélias. Ele também apareceu na Broadway como Geoffrey na peça A Taste of Honey de Shelagh Delaney em 1960, ao lado de Joan Plowright e Billy Dee Williams, produzida por David Merrick e excursionou com o show estrelado por Hermione Baddeley até 1961.
Ele morreu em Los Angeles em 19 de setembro de 1992 de uma doença relacionada à AIDS aos 56 anos.

## Filmografia
- The Defenders (1961)
- The Wild Wild West
- The Boys in the Band (1970)
- The Users
- Roots: The Next Generations
- David (1988)